# Fräkenbrokvecklare
Fräkenbrokvecklare (Celypha tiedemanniana) är en fjärilsart som först beskrevs av Philipp Christoph Zeller 1845.  Fräkenbrokvecklare ingår i släktet Celypha, och familjen vecklare. Arten är reproducerande i Sverige.